# Bohdan Dziurach
Bohdan Dziurach CSsR (ur. 20 marca 1967 w Horucku) – ukraiński biskup greckokatolicki obrządku bizantyjsko-ukraińskiego posługujący w Niemczech i krajach Skandynawii, egzarcha apostolski Niemiec i Skandynawii od 2021.

## Życiorys
Święcenia kapłańskie otrzymał 17 marca 1991 z rąk Juliana Woronowskiego. 19 sierpnia 1995 złożył śluby zakonne w zakonie redemptorystów. Był m.in. opiekunem ukraińskich studentów w Strasburgu, mistrzem nowicjatu we Lwowie oraz kapelanem szpitala dziecięcego w tymże mieście.
Został wybrany biskupem pomocniczym archieparchii kijowskiej. 21 grudnia 2005 papież Benedykt XVI zatwierdził ten wybór i nadał mu stolicę tytularną Vagada. Chirotonii biskupiej udzielił mu 15 lutego 2006 kard. Lubomyr Huzar.
W latach 2006–2021 pełnił funkcję sekretarza Synodu Biskupów Ukraińskiej Cerkwi Greckokatolickiej. Od 2009 był również kierownikiem administracji Cerkwi.
18 lutego 2021 papież Franciszek przeniósł go na urząd egzarchy apostolskiego Niemiec i Skandynawii. Ingres do katedry greckokatolickiej w Monachium odbył 18 kwietnia 2021.